# Ermita de Santa Cruz (Tudela)
La ermita de Santa Cruz de Tudela (Navarra) es una ermita que fue construida en el siglo XII por los monjes siegenses y situada a 1 km al norte del Casco Antiguo de Tudela, en el margen derecho del río Ebro. La primera ermita ostentaba también el título de iglesia y basílica. En ella existía una cofradía, llamada Ballesteros, que pudo ser fundada en 1235. El actual edificio de la ermita es de mediados del siglo XIX. Es sede de la cofradía del Cristo, por ello se le llama también Ermita del Cristo.

## Descripción general
La primera ermita tenía planta rectangular, más grande que la actual, y dos puertas de entrada, la principal hacia el Sur mirando a Tudela y la secundaria hacia el Oeste. Tenía cinco altares, el principal dedicado a Santa Cruz. 

## Historia y cronología de construcción
La primera ermita es citada por primera vez en 1145, indicando que pertenecía a los monjes sagienses, sus probables fundadores. Fue reconstruida en 1620. En 1734 se inició la fiesta y romería a la ermita, por mediación de Don Juan de Mur. En 1808, durante la Guerra de Independencia, fue destruida por los franceses. Fue de nuevo reconstruida en 1815, pero en 1857 sufrió un incendio. 

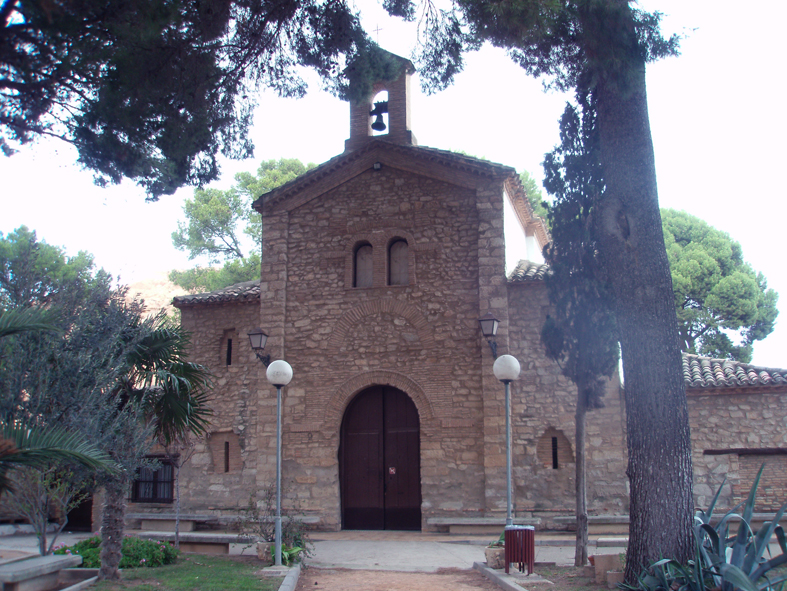
Portada de la Ermita de Santa Cruz

En 1859 se inauguró un nuevo edificio, que es el que actualmente se conserva, en una posición cercana, pues el antiguo emplazamiento coincidía con el trazado del ferrocarril Zaragoza-Alsasua que iba a ser construido. Este nuevo edificio fue restaurado en 1972.